# 観光ボランティアガイド
観光ボランティアガイド（かんこうぼらんてぃあがいど）とは、地域を訪れる観光客に対し、無料若しくは低廉な料金で、自発的に、継続して、自分なりのやり方で案内・ガイドする人のことである。全国の多くの観光地で観光ボランティア組織が誕生しており、観光協会等を窓口としてガイドを受け付けている。
昔からある観光ガイドとは、個人が主体という点で異なり、（これまでの概念の）観光のプロではない人たちが担っているという点でエコツアー、ネイチャーツアーなどでみられるほぼシステム化された専門の有料ガイドとも区別される。

## 仕組み
観光ボランティアは個人ベースではなく、組織化され行動している。その大半は、地方自治体行政や商工会議所・旅館組合等の関係団体の音頭取りで作られたものといえる。
観光協会等の団体を通じた事前申込制としているボランティア組織が多いが、別府温泉の「別府八湯ウォーク」 のように、決まった日時に集合すれば誰でも参加できる形態を採るところも最近ではある。
先の定義で示した「自発性」、「継続性」、「個人性」がポイントである。観光ガイド社の従業員としてではなく、文字どおり一個人として自発的にその組織に参加し、ガイドを行う。また、単発ではなく、継続的に実施する。そして、組織でありながら、組織のルールに従うものの、ガイドの内容については実質的に個人個人の個性が許されており、自分なりの言葉で案内・ガイドしている。なかには自分でガイドマニュアルや手引きをつくったり、専用の衣装を誂えたりする熱心な人も居る。

## 誕生と成長の経緯
以前から郷土史家と呼ばれる人が地域の住民もしくは社会見学の一環として訪れた学童・生徒等を対象に説明を行っていたということはありえるが、これは「観光」の要素は乏しい。
観光ボランティアガイドは、1990年代の前半に注目され始め、1995年以降各地で急増した。観光ボランティアガイドの成長の背景には、ありきたりの観光地の説明ではなく、ディープな知識を吸収したい、新しい発見をしたいという観光客のニーズも見逃せない。何よりも生涯学習時代の到来を踏まえ、自己の知識を活かして訪れる観光客のお役に立ちたい、それが自己実現につながる、そして自分の街を誇りに思い、他の地域の人々との新たな出会いが楽しいという、ボランティアの成り手自身の意識の成熟が大きな要因として挙げられる。
加えて、観光客・交流人口を増やしたい地元自治体や、観光客の滞在時間を少しでも伸ばしたい関連事業者、新たな魅力を注入したい旅行社などのニーズも見逃せない。観光行政サイドとしては、ボランティアガイドを利用して、少しでも訪れる人を増やすとともに、じっくりと見て回ってもらって滞在時間を伸ばし、観光消費に結び付けたいと考える。　 
ガイドと称する中には客引きに等しい悪質な人が居る恐れもあり、「質」を確保するために、一定の「認定」「認証」の仕組みが必要である。観光ボランティアガイドが今日の地位を確保しえたのも、一つには「ボランティア」つまり「無料」であるという安心感、わかりやすさ、つまりブランド構築における「安心」「保証」である。もう一つは、公的機関の窓口で紹介する等の事実上の「保証」（これもブランドの構成要素の一つ）であろう。

## 最近の傾向
行政の取り組み
各地でボランティアガイドの養成講座が行われており、一定の課程を修了すると認定書等がもらえる仕組みになっている。
有償化
次第に有償とする例が増えてきている。その意味ではビジネス化しつつあるといえよう。
旅行業者とのタイアップ

## 問題点
ボランティア仲間同士での人間関係
志を同じくする人たちが集まって発足した当初は良いが、やがてメンバーが多くなっていくと、「ボランティア」そのものに対する取組意識の差やそれまでの社会的地位や経験、ボランティア経験等によって微妙に人間関係が難しくなっていく。もっと言えば仲間同士の個人的な「好き嫌い」が発生する。観光ボランティアガイド組織は、企業や行政のように、ある一つの目的（ミッション）とそれを達成するためのルール・執行組織が明確でない。このため、こうした人間関係の調整が難しい。ルール違反者に「退出」願うルールも確立されていないところがある。こうした問題については、窓口の行政組織もなかなか手を突っ込みたがらず及び腰になる。極言すればリーダーの人間性いかんにかかっているといえる。

行政との関係、「してやっている」という意識の拡がり？
行政の要請に基づき組織化され、事業している場合、行政の観光政策の一環を担っているという使命感のあるうちはいいが、それが変質し、行政施策に「協力してやっている」という意識に変質していく恐れがある。

ツアーの下請け化
観光ボランティアガイドは個人・グループ客を主な対象としているが、最近では新しいツアー商品開発とパック価格引下げを図りたい旅行会社が、施設入場料やガイド料がそれほどかからず一定時間を過ごせる便利な立寄り先として観光ボランティアガイドに着目し、活用しはじめている。
なかには、ガイドをまるで下請のように扱い、あれこれ命令したり、ツアースケジュールの都合から本来説明に2時間かかるところを「1時間で説明しろ」と要請する旅行社も出てきたという。ツアー参加客もガイドに興味を持つ人ばかりとは限らないので、ガイドの話を聞こうともしない、あるいはわずらわしいという表情をあからさまにする場合も出てきているという。

本職ガイドとのすみわけ
本職ガイドが居る地域ではそれとのすみわけが必要になってくる。「本職」の領域に近づけば近づくほど、本職の本分を侵すことになり、「無償」ないし「低額」が正当な市場形成を阻害することになりかねないという心配がある。（今日、ボランティアガイドが組織されている地域で「本職」が成り立つかいささか疑問であるが。）

無償の限界　
先のような、旅行社のツアーに対して一定の費用負担を求めようと考える組織も出てきている。観光ボランティア組織では、あくまでも無料で行いたいと考えているが、ツアーの一部に組み込まれつつある状況にあっては、「ボランティア」の文字が次第に重荷になってきつつある。
一方で、先にみたように自治体のニーズはますます高まっている。また、地域の観光事業者としても、ガイドが有料になれば価格競争の激しい旅行会社のツアーから外される恐れがあるため、できれば無料若しくは極めて低廉であり続けてもらいたいと考える。
このように、いわば「善意」を基本に成り立つボランティアガイド組織と、ビジネスの論理で行動する旅行社や観光事業者とのギャップが拡大しつつある。

## 今後の方向
先の問題点を克服する一つの方法として、ガイド組織をボランティアから特定非営利活動法人化することが考えられる。
正当な「対価」を払うべき
そのガイド組織が地域活性化のために価値ある存在で、かつ利用客や旅行会社の経済的負担を仰げないのならば、地元自治体や観光事業者及びその団体が当該組織に対価を支払うべきであり、ガイド組織自身もその受け皿としての機能を有した組織に生まれ変わる必要があるのではなかろうか。

システマチックに行う必要性
ガイド事業をシステマチックに継続して行うには、組織として統率が取れ、構成メンバーも絶えず学習を続けるという仕組み（程度の差こそあれ民間企業には当然存在する）がビルトインされていることが望ましいのではなかろうか。